# 蔣若來

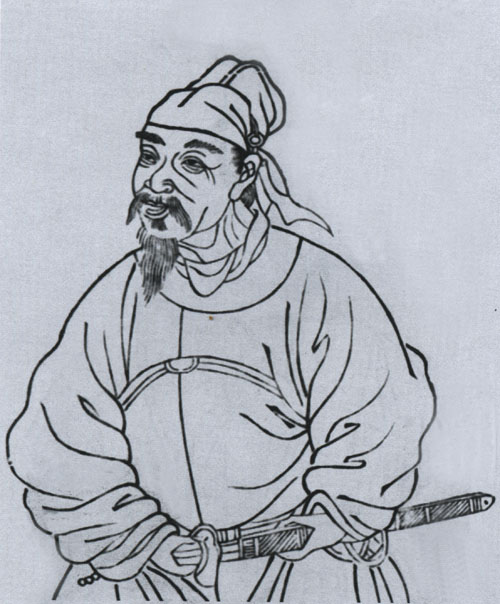
吳郡名賢圖傳贊 蔣若來

蔣若來（1603年—1646年），字龍江，南直隸蘇州府長洲縣人，明末軍事人物。蔣燦從弟。

## 生平
蔣若來為蘇州婁關蔣氏家族。曾祖蔣京義（字民重，號春江，1492-1554）；祖父蔣一中（字容菴，1525-1556）為蔣京義長子，府庠生；父蔣培宗（字三江，1551-1606），府庠生；從叔父蔣育馨；母許氏。
蔣若來為蔣培宗第四子，幼失怙，身材短小而有大力，善騎射。明朝崇禎初年以布衣身份受巡撫張國維提攜入行伍，九年（1636年）以把總守備江浦，抗流寇有功，擢游擊，十年（1637年）守備江浦、六安，與史可法、陳於王等將領參與守衛安慶之戰。曾輔佐陳子龍破許都之圍。弘光元年（1645年）六月二十七日隨吳淞總兵吳志葵（字聖階，吳烱從侄）前往嘉定，閏六月十二日薙髮令由蘇州傳至嘉定，閏六月十三日吳志葵與蔣若來、魯之璵等諸將用白布裹頭，額加紅點，手持大明旗號，率領民兵與城內清兵抵抗（嘉定三屠）。蔣若來後遷任浙江總兵，於南明隆武二年（1646年）與朱大典等防守清軍入侵金華時，於巷戰殺敵後力盡自刎殉國。蔣若來累遷都督，授龍虎將軍，晉光祿大夫。清朝乾隆四十一年（1776年）追贈諡號忠烈。蘇州《吳郡名賢圖傳贊》有像贊。沈德潛著有《蔣都督傳》。

## 家庭
夫人王氏；側室某。有三子二女。金華之役時，蔣若來令長子蔣封攜全家十三口自焚殉國。蘇州府學明倫堂有“一門殉節”匾額祭祀。